# Сім'я сузір'їв

Прямокутний графік, що відображає схилення і пряме піднесення сучасних сузір'їв. Пунктирна лінія позначає екліптику, кольори — сім'ї сузір'їв та роки введення сузір'їв.

Сім'я сузір'їв (група сузір'їв) — це сукупність сузір'їв, що мають певну визначальну характеристику, таку, як близьке розташування на небесній сфері, спільне історичне походження або спільну міфологічну тематику. Назви більшості сузір'їв північної півкулі походять зі списку у Птолемеєвому «Альмагесті» (який, своєю чергою, має коріння, що сягають Месопотамської астрономії), а більшість сузір'їв південної півкулі названі мореплавцями та мандрівниками, які подорожували на південь в XVI—XVIII ст.

## Сім'ї сузір'їв за Мензелом
| Повністю у північній: - Група Великої Ведмедиці                     | Переважно в північній: - Група Персея             |
| Вздовж екліптики: - Зодіак                                          | Знаходиться в обидвох півкулях: - Група Геркулеса |
| Повністю у південній: - Група Лакайля - Група Байєра - Група Оріона | Переважно в південній: - Небесні Води             |

Дональд Мензел, директор гарвардської обсерваторії, зібрав кілька традиційних груп у своїй популярній праці, «Польовий Довідник Зір і Планет» (1975), і систематизував їх так, щоб ця невелика кількість груп охопила усі 88 сузір'їв.
З цих сімей одна (Зодіак) перетинає екліптику, яка ділить небо на північ і південь; одна (група Геркулеса) ділиться на дві майже рівні частини та знаходиться і в північній, і в південній півкулі; дві знаходяться переважно в одній з півкуль (група Персея у північній та Небесні Води у південній); і чотири знаходяться повністю в одній із півкуль (групи Лакайля, Байєра та Оріона у південній і група Великої Ведмедиці у північній).

### Сім'я Великої Ведмедиці
Сім'я Великої Ведмедиці включає сузір'я північної півкулі, що знаходяться по сусідству з сузір'ям Великої Ведмедиці: сама Велика Ведмедиця, Мала Ведмедиця, Дракон, Гончі Пси, Волопас, Волосся Вероніки, Північна Корона, Жираф, Рись, і Малий Лев. Сузір'я Великої Ведмедиці містить в собі відомий Великий Віз.

### Зодіак

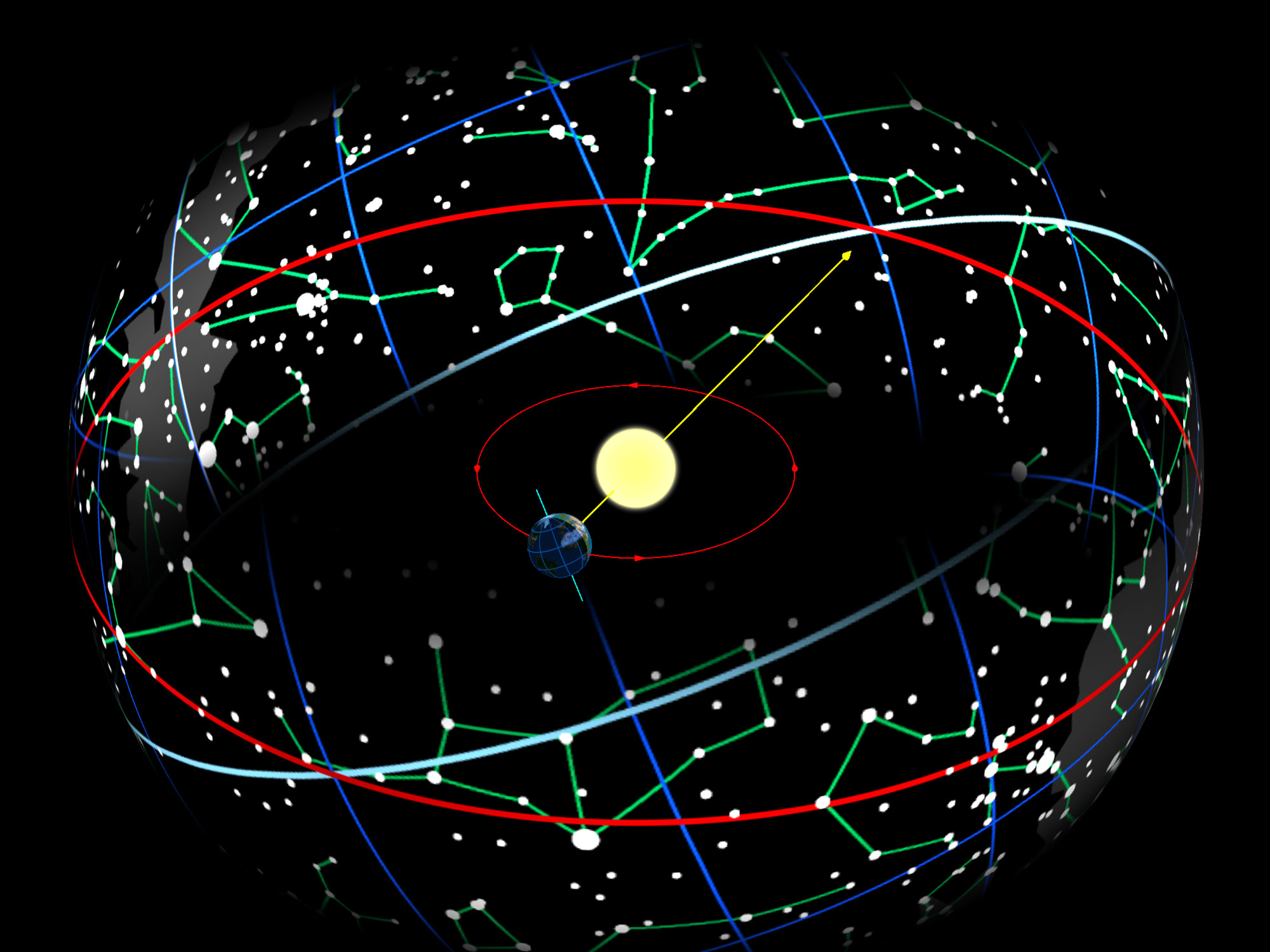
Земля на своїй орбіті навколо Сонця викликає його рух на небесній сфері по екліптиці(червона лінія), нахиленій відносно екватора(синя лінія).

Зодіак — група з 12 сузір'їв: Лев, Діва, Терези, Скорпіон, Стрілець, Козоріг, Водолій, Риби, Овен, Телець, Близнята і Рак. Деякі версії цих сузір'їв присутні в різних культурах світу, оскільки смуга Зодіаку включає в себе екліптику — шлях, по якому Сонце рухається протягом року. Тому всі ці сузір'я пов'язані з знаками зодіаку. Екліптика також проходить через сузір'я Змієносець, яке за традицією не відносять до зодіаку.

### Сім'я Персея
Сім'я Персея включає кілька сузір'їв, пов'язаних з міфом одруження Персея з Андромедою: Кассіопея, Цефей, Андромеда, Персей, Пегас і Кит (зображує монстра, що був відправлений зжирати Андромеду). Крім того, Мензел включив в цю групу ще кілька сусідніх сузір'їв: Візничий, Ящірка і Трикутник. За винятком сузір'я Кита, усі ці сузір'я лежать на північ від екліптики.

### Сім'я Геркулеса
Сім'я Геркулеса — це група сузір'їв, пов'язаних близьким розташуванням на небесній сфері. Це найбільша сім'я сузір'їв, введена Мензелом. Вона простягається від +60° до -70° і знаходиться в основному в західній півкулі. До цієї групи входять Геркулес, Стріла, Орел, Ліра, Лебідь, Лисичка, Гідра, Секстант, Чаша, Ворон, Змієносець, Змія, Щит, Центавр, Вовк, Південна Корона, Жертовник, Південний Трикутник та Південний Хрест.

### Сім'я Оріона
Сім'я Оріона, що знаходиться на протилежній від сім'ї Геркулеса стороні небесної сфери, включає сузір'я Оріон, Великий Пес, Малий Пес, Заєць і Єдиноріг. Ця група сузір'їв базується на грецькому міфі, в якому мисливець (Оріон) та двоє його собак (Великий Пес та Малий Пес) переслідуюсь здобич (Заєць). Мензел також додав сузір'я Єдинорога для завершеності.

### Небесні Води
Назва «Небесні Води» запозичена з Месопотамської культури. Вона виникла через асоціацію туманності між Стрільцем та Оріоном з богом Енкі і його підземним царством — Водами Безодні. Водолій і Козоріг, назви яких мають месопотамські корені, були б включені в Небесні Води, якби вони не були віднесені до Зодіаку. Натомість Мензел розширив цю групу, включивши до неї кілька сузір'їв, назви яких найбільш пов'язані з водою у будь-якій формі. Ця група включає сузір'я Дельфін, Малий Кінь, Ерідан, Південна Риба, Кіль, Корма, Вітрила, Компас і Голуб. Кіль, Корма і Вітрила — історично сформовані частини з вже не існуючого сузір'я Корабель Арго, яке мало позначати корабель давньогрецького героя Ясона.

### Сім'я Баєра
Сім'я Баєра містить кілька південних сузір'їв, що були вперше представлені Петером Планціусом на кількох зоряних глобусах в кінці XVI століття, базуючись на астрономічних дослідженнях голландських дослідників Пітера Кейзера і Фредеріка де Гаутмана. Сузір'я головним чином отримали назви екзотичних тварин, про яких багато розповідалося в подорожній літературі того часу. У 1603 році ці сузір'я були скопійовані у впливовий зоряний атлас «Уранометрія» Йоганна Баєра. Сім'я включає сузір'я Південна Гідра, Золота Риба, Летюча Риба, Райський Птах, Павич, Журавель, Фенікс, Тукан, Індіанець, Хамелеон і Муха. Баєр назвав Муху сузір'ям Apis (Бджола), але з часом воно було перейменоване. (Дванадцяте південне сузір'я Байєра — Південний Трикутник — було включене Мензелом у сім'ю Геркулеса.)

### Сім'я Лакайля
Сім'я Лакайля включає 12 з 13 сузір'їв, запропонованих Нікола Луї де Лакайлем у 1756 році і названих на честь наукових інструментів. До цієї групи відносяться Косинець, Циркуль, Телескоп, Мікроскоп, Скульптор, Піч, Різець, Годинник, Октант, Столова Гора, Сітка, Живописець і Насос. Ці сузір'я знаходяться далеко в південній півкулі, і тому їхні зорі не були видні стародавнім грекам і римлянам. Мензел приєднав сузір'я Компас, що був «інструментом» Лакайля, до групи Небесні Води.

## Інші джерела
- Majumdar, R. C., et al. (1951), The Vedic Age (vol. 1), The History and Culture of the Indian People (11 vols.), Bharatiya Vidya Bhavan (publisher), 1951, Delhi, India.
- Sundaramoorthy, G. (1974), «The Contribution of the Cult of Sacrifice to the Development of Indian Astronomy», Indian Journal of the History of Science, Indian National Science Academy, Vol. 9, No. 1, pp. 100–106, 1974, Bombay, India.
- Das, S. R. (1930), «Some Notes on Indian Astronomy», Isis (journal), University of Chicago, Vol. 14, No. 2, October, 1930, pp. 388–402.
- Neugebauer, Otto, & Parker, Richard A. (1960), Egyptian Astronomical Texts (4 vols.), Lund Humphries (publisher), London.
- Clagett, Marshall (1989), Calendars, Clocks, and Astronomy (vol. 2), Ancient Egyptian Science — A Source Book (3 vols.), [Memoirs of the American Philosophical Society], American Philosophical Society, Philadelphia, 1989.
- Condos, Theony (1997), Star Myths of the Greeks and Romans: A Sourcebook, Phanes Press, Grand Rapids, Michigan, 1997.
- Young, Charles Augustus (1888), A Text-Book of General Astronomy for Colleges and Scientific Schools, Ginn & Company (publisher), Boston, 1888.
- Schaaf, Fred (2007), The 50 Best Sights in Astronomy and How to See Them — Observing Eclipses, Bright Comets, Meteor Showers, and Other Celestial Wonders, John Wiley & Sons, Inc.; 2007.
- Olcott, William Tyler (1911), Star Lore of All Ages, G. P. Putnam's Sons, New York, 1911
- Menzel, D.H. (1964). A field guide to the stars and planets (including the moon, satellites, comets, and other features of the universe). Peterson field guide series. Boston: Houghton Mifflin. с. 397. LCCN 63007017.
- Donald Howard Menzel (1973). A field guide to the stars and planets (including the moon, satellites, comets, and other features of the universe). London: Collins. с. 397. ISBN 9780002121453. OL 5115797M.
- Menzel, D.H. Pasachoff, J.M. (1983). A Field Guide to the Stars and Planets. Peterson field guide series (вид. 2). Houghton Mifflin. с. 473. ISBN 9780395346419. LCCN 83008392.
- Pasachoff, J.M. Menzel, D.H. (1992). Field Guide to the Stars and Planets. Peterson field guide series (вид. 3). Houghton Mifflin. с. 502. ISBN 9780395537640. LCCN 92017556.
- Pasachoff, Jay M. (2000). Field guide to the stars and planets. Peterson field guide series (вид. 4). Boston: Houghton Mifflin. ISBN 9780547345475. OCLC 965740341.